# Joachim Harms (Politiker, 1932)
Joachim Harms (* 21. März 1932 in Schwerin) ist ein deutscher Gewerkschafter und Politiker (SPD).

## Leben
Harms wurde in Schwerin in Mecklenburg geboren, besuchte bis 1946 eine Oberschule und arbeitete von 1946 bis 1951 in der Landwirtschaft und im Baugewerbe. Nach einem absolvierten Abendunterricht studierte er von 1951 bis 1953 an der Hochschule für Wirtschaft und Politik Hamburg. Anschließend arbeitete er ab 1953 als Gewerkschaftsangestellter und leitete ab 1956 die Rechtsstelle des Deutschen Gewerkschaftsbunds (DGB) in Elmshorn. 1962 wurde er in den Kreistag des Kreises Pinneberg gewählt, dem er bis 1971 angehörte, davon 1970/1971 als stellvertretender Landrat. Von 1966 bis 1974 war er Magistratsmitglied in Elmshorn sowie als ehrenamtlicher Dezernent für Jugend und Sozialwesen tätig.
Im April 1971 wurde Harms über die SPD-Landesliste in den Landtag Schleswig-Holsteins gewählt. 1975 und 1979 zog er erneut über die Landesliste in den Landtag ein. Bei der Wahl zur 10. Wahlperiode am 13. März 1983 errang er das Direktmandat im Landtagswahlkreis Elmshorn. Er war Mitglied in verschiedenen Ausschüssen, darunter im Sozialausschuss. Außerdem gehörte er dem Richterwahlausschuss an. 1987 schied Harms aus dem Landtag aus.
Harms ist evangelisch, verheiratet und hat zwei Kinder.

## Auszeichnungen
- Bundesverdienstkreuz am Bande
- 1985: Bundesverdienstkreuz 1. Klasse